# Nicolae Ungureanu
Nicolae Ungureanu (11 de outubro de 1956) é um ex-futebolista romeno.

## Carreira
Ungureanu competiu no Campeonato Europeu de Futebol de 1984.